# Nikolaus Müller (Künstler)

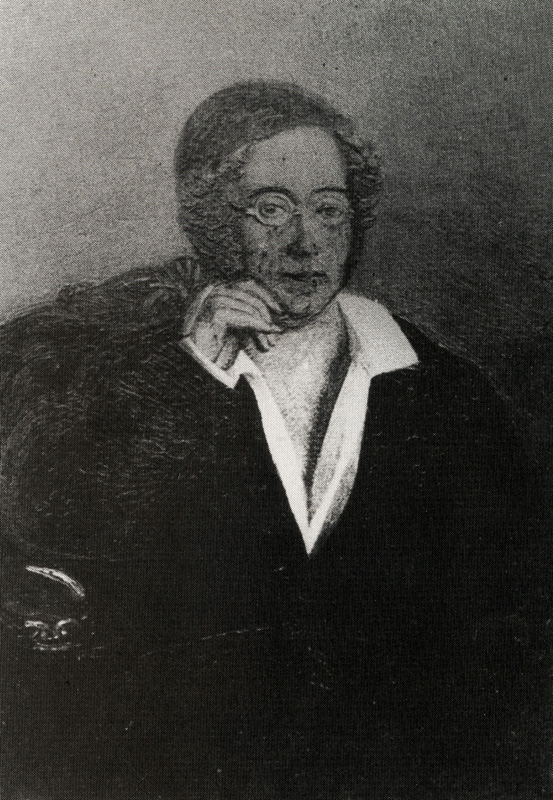
Nikolaus Müller, Zeichnung im Besitz des Stadtarchivs Mainz

Nikolaus Müller (auch: Niklas Müller) (* 6. Mai 1770 in Mainz; † 14. Juni 1851 ebenda) war im späten 18. und frühen 19. Jahrhundert Maler und Schriftsteller in Mainz. Als Konservator der Gemäldegalerie der Stadt Mainz war er zugleich Förderer der bildenden Künste und der Literatur und gründete die Mainzer Akademie für Zeichnung. Auch war er maßgeblich an der Gründung des Mainzer Altertumsvereins beteiligt.

## Jugend und Ausbildung
Nikolaus Müller wurde 1770 als eines von insgesamt 17 Kindern eines Mainzer Kaufmannsehepaares geboren. Zusammen mit fünf Brüdern besuchte er das Gymnasium und später die kurfürstliche Universität. Sein Studium in Mainz beendete er mit der Erlangung der akademischen Grade Bakkalaureus und Magister. Es schloss sich ein weiteres Studienjahr in Mainz an, diesmal studierte Müller an der juristischen und an der medizinischen Fakultät. Seine Studien in diesen Fächern brach er allerdings bald ab und ging einer Tätigkeit als Theatermaler nach.

## Politische Betätigung ab 1792

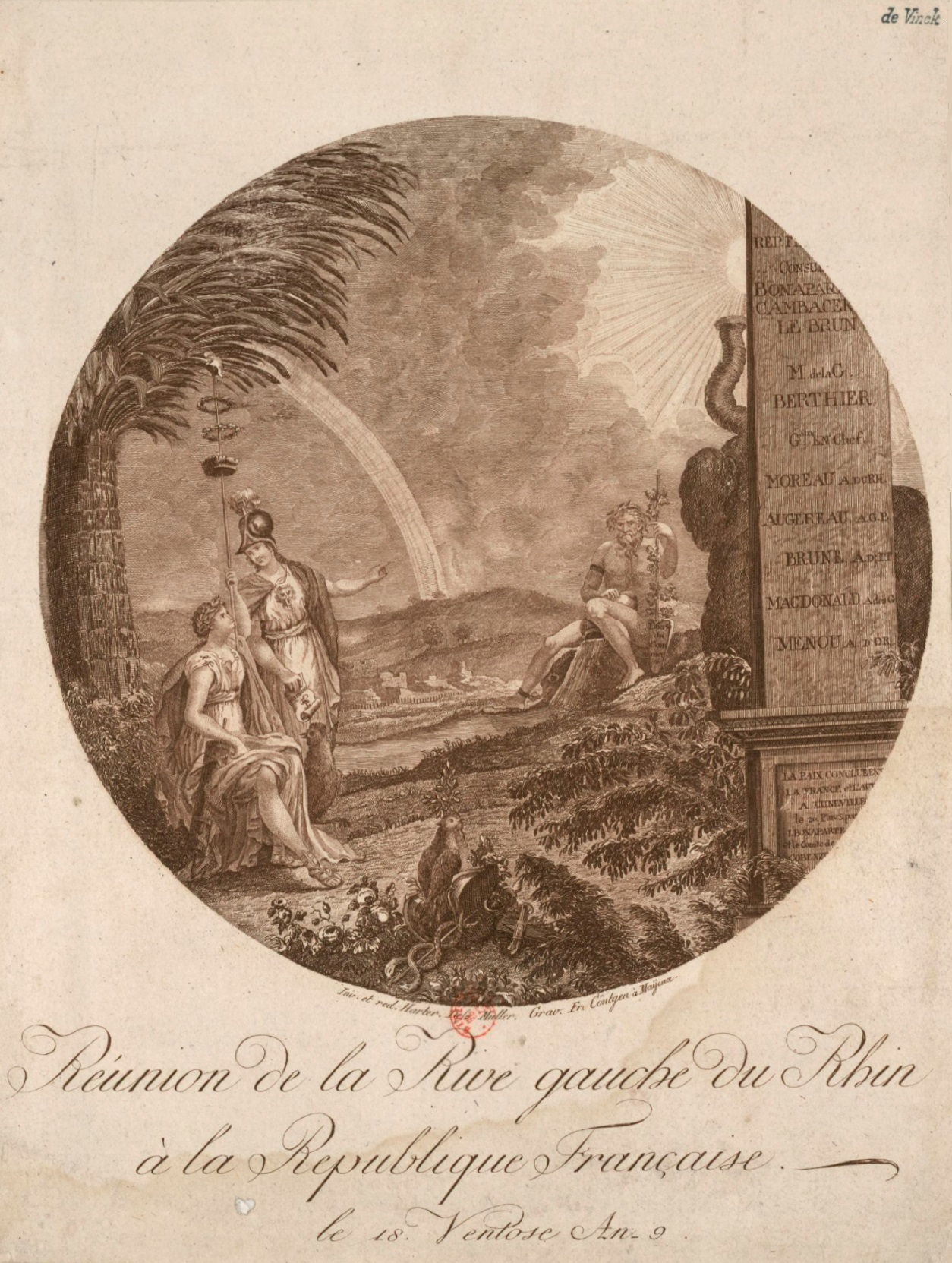
Eine allegorische Zeichnung von Nikolaus Müller zur Vereinigung der linken Rheinseite mit Frankreich 1801

Mit der Besetzung von Mainz 1792 durch französische Revolutionstruppen wurde auch der Student Nikolaus Müller politisch als deutscher Jakobiner aktiv. Er trat der kurz zuvor gegründeten Gesellschaft der Freunde der Freiheit und Gleichheit (auch Freiheits- oder Jakobinerklub genannt) bei und hielt dort 1792/1793 mehrfach politische Reden. Auch war er Mitglied zweier Ausschüsse, des Comité d'instruction und des Comité de surveillance. Zusammen mit Friedrich Lehne gab er später republikanische Gedichte heraus und wurde als Autor eines „Freiheitsliedes“ bekannt.
Sein Kommilitone Peter Nikolaus Theyer gründete Ende Januar 1793 das so genannte „Liebhaber-Theater“. Hier wurden von ihm und Müller geschriebene Stücke wie Die Patrioten, Der Freiheitsbaum oder Die Dorftyrannen aufgeführt. Nikolaus Müller gründete parallel eine „Liebhabertheatergesellschaft“. Ihr stand er als Direktor vor und fungierte gleichzeitig als Theatermaler. Müller verfasste zur Theatergründung und dessen politischen Sinn folgendes Gedicht:

„Wohltätigkeit! Republikanersinn!

Die stolzen Tugenden, die wir sonst immerhin

Aus diesem Tempel weit entfernten;

Sie führen Euch hierher - Oh heiliger Gewinn,

Den wir mit Schweiß auf diesen Brettern ernten!“

Die Aufführung fanden in dem provisorischen Theater im ehemaligen kurfürstlichen Marstall in der Großen Bleiche statt, bis das Gebäude bei der Belagerung von Mainz (1793) durch Brandbomben zerstört wurde.
Nach der Übergabe der Stadt am 24. Juli 1793 an die Koalitionstruppen verließ Nikolaus Müller, mittlerweile französischer Soldat, mit den abziehenden Revolutionstruppen Mainz und zog nach Paris. Die revolutionären Wirren der Terrorherrschaft in Paris desillusionierten Müller, wie viele andere deutsche Jakobiner auch, allerdings nachhaltig. Er wurde gemütskrank und erlitt einen Nervenzusammenbruch, in dessen Folge er längere Zeit bettlägerig war. Seine politische Betätigung als Jakobiner ging nach dieser Zeit entsprechend deutlich zurück, obwohl er noch 1799 zusammen mit seinem Freund Friedrich Lehne in Mainz den Gedichtband Republikanische Gedichte veröffentlichte. Den Kontakt zu ehemaligen Kommilitonen und Professoren aus der Zeit 1792/93 hielt er jedoch lange aufrecht und noch 1810 finden sich von ihm Gedichte zu Ehren von Adam Lux und Georg Forster, den damaligen Mainzer Abgesandten des Rheinisch-Deutschen Nationalkonvents.

## Künstlerische Betätigung
Bereits mit sieben Jahren fiel Nikolaus Müllers künstlerische Begabung auf. In dieser Zeit soll er eigene Parodien auf Kirchen- und Volkslieder angefertigt haben. Mit 16 Jahren gingen erste Werke von ihm in Druck. Einige davon wurden auf der Mainzer Theaterbühne aufgeführt.
In diesem Alter fing Müller auch an, sich als Theatermaler zu betätigen. Er half hierbei den damaligen Theatermalern Wenzel und Seeland. Nach einem akademischen Intermezzo an der kurfürstlichen Universität in Mainz, war er bereits vor 1792 ausschließlich als Theatermaler tätig. Nach seiner Genesung in Paris war er im Zeitraum 1793/94 unter anderem Schüler von Jacques-Louis David. In dieser Zeit malte er Porträts in Pastell und für das Théatre Faydeau ein großes Bühnenbild mit dem Motiv eines Grabgewölbes für Romeo und Julia.
Im Februar 1794 kehrte Müller aus Paris zurück und war zwischenzeitlich in Straßburg und Landau in der Pfalz als Schriftsteller und Künstler tätig. Mit der erneuten Besetzung von Mainz durch die Franzosen kehrte auch Nikolaus Müller am 14. Februar 1798 wieder in seine Heimatstadt Mainz zurück. Seinen Lebensunterhalt verdiente er als privater Zeichenlehrer, Schriftsteller und wiederum als Theatermaler. 1802 wurde er Lehrer für artistische Ästhetik und Zeichenkunst am Mainzer Lyzeum. 1805 erfolgte die Ernennung zum Konservator der kurz vorher von Napoleon gegründeten städtischen Gemäldegalerie. Nebenberuflich war er auch als Restaurator der Gemäldegalerie tätig. Auch nach dem Abzug der französischen Administration und der sich anschließenden Verwaltung von Mainz durch das Großherzogtum Hessen-Darmstadt blieb Müller trotz seiner politischen Vergangenheit im Amt.
Nikolaus Müller erwarb sich bis zu seinem Tod 1851 viele Verdienste um die Förderung der bildenden Künste und der Literatur in Mainz. Er gründete 1825 die Akademie für Zeichnung und war 1841 einer der Initiatoren bei der Gründung des Mainzer Altertumsvereins. 1846 veröffentlichte er ein Werk über die sieben letzten Kurfürsten von Mainz.

## Familie
Nikolaus Müller war in erster Ehe seit 1801 mit Maria Anna Fachinger verheiratet, von der er sich 1820 scheiden ließ. Aus dieser Ehe stammte sein Sohn Johann Baptist Eduard Müller, der später die Mainzer Malerin Rosa Achenbach heiratete. In zweiter Ehe heiratete Müller 1837 Anna Maria Achenbach. Nikolaus Müller starb am 14. Juni 1851 und wurde auf dem Mainzer Hauptfriedhof begraben. Seine Grabstätte existiert heute nicht mehr.

## Werke
- Die sieben letzten Kurfürsten von Mainz und ihre Zeit, charakteristische Gemäldegallerie von Ueberlieferungs- und Erinnerungsstücken zwischen 1679 und 1794, Mainz: Seifert’sche Buchdruckerei 1846 (Digitalisat)